# تشارلز هال (لاعب كريكت)
تشارلز هال (16 أكتوبر 1842 في المملكة المتحدة - ) (بالإنجليزية: Charles Hall)‏ هو لاعب كريكت بريطاني.

## وصلات خارجية
- تشارلز هال على موقع إي آس بي آن كريك إنفو (الإنجليزية)